# Lucky Star (倖田來未の曲)
「Lucky Star」（ラッキー・スター）は、日本の歌手・倖田來未の12作目の配信限定シングル。2020年8月28日に配信された。

## 解説
配信シングルとしては、前作『puff』より約2ヶ月ぶりのリリースとなる。
配信日の翌日29日に行われるオンライン形式でのイベント「a-nation online 2020」において初披露された。

## 楽曲
1. Lucky Star [3:35]
作詞：KODA KUMI
作曲：Christoffer Semelius、Andreas Oberg、Courtney Jenae

## 収録アルバム
- 『MY NAME IS...』(ファンクラブ限定盤)
- 『angeL［MY NAME IS...］』
  - 『angeL + monsteR［MY NAME IS...］』
    - 『angeL × monsteR［MY NAME IS...］』(ファンクラブ限定盤)
- 『BEST 〜2000-2020〜』(ファンクラブ限定盤)

## 収録ライブ映像
- 『KODA KUMI 20th ANNIVERSARY TOUR 2020 MY NAME IS...』
- 『KODA KUMI Love & Songs 2022』